# Bacchisa dioica
Bacchisa dioica är en skalbaggsart som först beskrevs av Leon Fairmaire 1878.  Bacchisa dioica ingår i släktet Bacchisa och familjen långhorningar. Inga underarter finns listade.